# Zniesławienie
Zniesławienie – według definicji słownikowej czyn polegający na przekazywaniu fałszywych (nieprawdziwych) stwierdzeń na temat osoby, które szkodzą reputacji tej osoby. Pojęcie często utożsamiane z pomówieniem, obmówieniem, oszczerstwem. Pomówienie i zniesławienie są traktowane jako synonimy w doktrynie prawnej i orzecznictwie. Pojęcia to w większości języków świata łączy ogólne znaczenie prawne: upublicznienie lub rozgłoszenie informacji, które podważają reputację jednostki czy grupy, zwłaszcza jeśli są nieprawdziwe lub wprowadzające w błąd. Termin ten definiowany przez prawo jurysdykcji wielu państw jako czyn zabroniony. We współczesnych jurysdykcjach prawa zwyczajowego, aby stanowić zniesławienie, roszczenie musi być zasadniczo fałszywe i musi być skierowane do kogoś innego niż osoba zniesławiona.
Zniesławienie ma swoje korzenie w międzynarodowym prawie ochrony praw człowieka. Dokumenty takie jak Europejska konwencja praw człowieka (art. 10) oraz wytyczne ONZ dotyczące ochrony dobrego imienia wskazują na konieczność równoważenia wolności wypowiedzi z ochroną reputacji jednostek. W kontekście międzynarodowym, zniesławienie jest często przedmiotem dyskusji w ramach ochrony mniejszości i praw człowieka.

## Prawo międzynarodowe i dokumenty ONZ
Kwestię ochrony czci i dobrego imienia regulują m.in.:
- Powszechna deklaracja praw człowieka (PDPC), której art. 12 zakazuje „bezprawnych zamachów na honor i reputację”[13].
- Międzynarodowy Pakt Praw Obywatelskich i Politycznych (MPPOiP), który w art. 17 nakazuje państwom chronić obywateli przed bezprawnym naruszeniem ich honoru i dobrego imienia, a w art. 19 gwarantuje wolność słowa – jednak z zastrzeżeniem, że może ona podlegać ograniczeniom „koniecznym do poszanowania praw lub reputacji innych”[14].
- Europejska Konwencja Praw Człowieka (EKPC), w art. 10 przewiduje wolność wyrażania opinii, ale dopuszcza ograniczenia w celu ochrony dobrego imienia i praw innych osób[15].

Wiele organizacji międzynarodowych (m.in. ONZ, Rada Europy, Reporterzy bez Granic czy Article 19) stoi na stanowisku, że przepisy karne dotyczące zniesławienia mogą prowadzić do tzw. „efektu mrożącego” w debacie publicznej i postulują ich ograniczenie bądź dekryminalizację.

## W prawie polskim
Obowiązująca w prawie polskim definicja zniesławienia zawarta jest w ustawie z dnia 6 czerwca 1997 r. – Kodeks karny i definiuje je jako przestępstwo polegające na publicznym pomawianiu innej osoby, dopuszczenie się czynów, które powodują utratę dobrego imienia, zaufania i szacunku na przykład za pomocą gestu, na piśmie, ustnie w postaci oświadczenia słownego lub pisemnego, gestu, mema internetowego, znaku lub innej formy komunikacji. Różnica między wyrażeniem opinii a pomówieniem: wyrażenie opinii polega na przedstawieniu swojego zdania na dany temat lub danej osoby, mające charakter oceniający, a w przypadku pomówienia osoba powołuje się na nieistniejące fakty dyskredytujące daną osobę lub instytucję.
Istnieją dwa kontratypy dla tego czynu zabronionego. Nie ma przestępstwa, jeżeli zarzut uczyniony niepublicznie jest prawdziwy (art. 213 § 1 k.k.) oraz nie popełnia przestępstwa zniesławienia, kto publicznie podnosi lub rozgłasza prawdziwy zarzut, który służy obronie społecznie uzasadnionego interesu lub dotyczy postępowania osoby pełniącej funkcję publiczną. Sąd Najwyższy w postanowieniu z dnia 22 czerwca 2004 r., sygn. akt V KK 70/04, OSNKW 2004, nr 9, poz. 86; wyrok SN z 15 września 2016 r., II KK 95/16, LEX nr 2112309 stwierdził, że zniesławienie, które zostało dokonane ze świadomością nieprawdziwości informacji i ocen i które zawiera nieprawdę, nigdy nie służy obronie społecznie uzasadnionego interesu, zatem zachowanie to nie korzysta z ochrony przewidzianej w art. 31 ust. 3 Konstytucji. Jeżeli zarzut dotyczy życia prywatnego lub rodzinnego, dowód prawdy może być przeprowadzony tylko wtedy, gdy zarzut ma zapobiec niebezpieczeństwu dla życia lub zdrowia człowieka albo demoralizacji małoletniego (art. 213 § 2 k.k.). Brak przestępstwa wynikający z przyczyn określonych w art. 213 nie wyłącza odpowiedzialności karnej sprawcy za zniewagę ze względu na formę podniesienia lub rozgłoszenia zarzutu (art. 214 k.k.).

Ściganie odbywa się z oskarżenia prywatnego (art. 212 § 4 k.k.). Akt oskarżenia może także wnieść prokurator, musi tego jednak wymagać interes społeczny (art. 60 k.p.k.). Czyn zagrożony jest karą grzywny albo karą ograniczenia wolności na podstawie art. 212 § 1 Kodeksu karnego.

Sprawca podlega grzywnie, karze ograniczenia wolności albo karze pozbawienia wolności do roku, jeżeli pomawia inną osobę za pomocą środków masowego komunikowania (art. 212 § 2 k.k.).

W razie skazania za zniesławienie sąd może orzec nawiązkę na rzecz pokrzywdzonego, Polskiego Czerwonego Krzyża albo na inny cel społeczny wskazany przez pokrzywdzonego (art. 212 § 3 k.k.).

### Nowelizacja
W wyroku Trybunału Konstytucyjnego z dnia 12 maja 2008 r. stwierdzono, że art. 213 § 2 k.k. w zakresie odnoszącym się do przestępstwa z art. 212 § 2 k.k. w części obejmującej zwrot służący obronie społecznie uzasadnionego interesu gdy zarzut dotyczy postępowania osób pełniących funkcje publiczne, jest niezgodny z art. 14 oraz art. 54 ust. 1 w związku z art. 31 ust. 3 Konstytucji. Błąd ten naprawiono nowelizacją, dodając, iż nie tylko nie popełnia przestępstwa ten, którego zarzut służy obronie społecznie uzasadnionego interesu, ale i ten, którego zarzut dotyczy postępowania osoby pełniącej funkcję publiczną.
We wcześniejszym wyroku z 2006 roku Trybunał uznał, że prasa jest zobowiązana do prawdziwego przedstawiania omawianych zjawisk. Również w doktrynie stwierdza się, że granicą wolności słowa i wolności prasy jest kłamstwo, a oczywistość prymatu prawdy nad fałszem akcentowana jest także w orzecznictwie Sądu Najwyższego, dotyczącym w szczególności prawa do krytyki w środkach masowego komunikowania.

### Wcześniejsze regulacje
Kodeks karny z 1932 głosił w tej sprawie:

Art. 255. § 1. Kto pomawia inną osobę, instytucję lub zrzeszenie, choćby nie mające osobowości prawnej, o takie postępowanie lub właściwości, które mogą poniżyć je w opinii publicznej lub narazić na utratę zaufania potrzebnego dla danego stanowiska, zawodu lub rodzaju działalności, podlega karze aresztu do lat 2 i grzywny.
§ 2. Nie ma przestępstwa, jeżeli zarzut był prawdziwy. Jeżeli zarzut uczyniony był publicznie, to dowód prawdy przeprowadzić wolno tylko wówczas, gdy sprawca działał w obronie uzasadnionego interesu publicznego lub prywatnego, własnego lub cudzego, a nadto dowód nie dotyczy okoliczności życia prywatnego lub rodzinnego.
§ 3. Wyrok skazujący należy na wniosek oskarżyciela ogłosić w czasopismach na koszt skazanego.
§ 4. Ściganie odbywa się z oskarżenia prywatnego.
§ 5. W razie zniesławienia urzędnika, ściganie może nastąpić również na wniosek władzy przełożonej.

Kodeks karny z 1969 znacząco modyfikował te normy, dopuszczając pewien subiektywizm ze strony sprawcy.

Art. 178. § 1. Kto pomawia inną osobę, grupę osób lub instytucję o takie postępowanie lub właściwości, które mogą poniżyć je w opinii publicznej lub narazić na utratę zaufania potrzebnego dla danego stanowiska, zawodu lub rodzaju działalności, podlega karze pozbawienia wolności do lat 2, ograniczenia wolności albo grzywny.
§ 2. Kto podnosi lub rozgłasza nieprawdziwy zarzut o postępowaniu lub właściwościach innej osoby, grupy osób lub instytucji w celu poniżenia ich w opinii publicznej lub narażenia na utratę zaufania potrzebnego dla danego stanowiska, zawodu lub rodzaju działalności, podlega karze pozbawienia wolności do lat 3.
§ 3. W razie skazania za przestępstwo określone w § 1 lub 2 sąd może orzec na rzecz pokrzywdzonego albo na rzecz Polskiego Czerwonego Krzyża lub na inny cel społeczny wskazany przez sąd nawiązkę w wysokości od 25 do 2.500 złotych.
§ 4. Ściganie odbywa się z oskarżenia prywatnego.
Art. 179 § 1. Nie ma przestępstwa określonego w art. 178 § 1, jeżeli zarzut uczyniony niepublicznie jest prawdziwy albo sprawca działa w przeświadczeniu opartym na uzasadnionych podstawach, że zarzut jest prawdziwy.
§ 2. Nie ma przestępstwa określonego wart. 178 § 1, jeżeli:
1. zarzut uczyniony publicznie jest prawdziwy, a sprawca działa w obronie społecznie uzasadnionego interesu lub w przeświadczeniu opartym na uzasadnionych podstawach, że takiego interesu broni, albo
2. sprawca czyniąc zarzut publicznie działa w przeświadczeniu opartym na uzasadnionych podstawach, że zarzut jest prawdziwy i że broni społecznie uzasadnionego interesu.

§ 3. Brak przestępstwa wynikający z przyczyn określonych w § 1 lub 2 nie wyłącza odpowiedzialności sprawcy za zniewagę ze względu na formę podniesienia lub rozgłoszenia zarzutu.

## Zniesławienie jako podstawa procesów SLAPP
Oskarżenie o zniesławienie to główna podstawa w sprawach typu SLAPP (strategicznych działań przeciw partycypacji publicznej) na świecie. Artykuł 212 jest jednym z częściej wykorzystywanych w sprawach toczących się w Polsce; w 2021 roku przed sądami rejonowymi w Polsce toczyło się 217 spraw na podstawie art. 212 § 2 kk, a w 2022 roku odnotowano 236 takich spraw. Według raportu organizacji CASE (Coalition Against SLAPPs in Europe) w Polsce na tle innych krajów dochodzi do wyjątkowo dużej liczby skazań w pierwszej instancji w sprawach tego typu.
Specjalny Sprawozdawca ONZ ds. promocji i ochrony wolności opinii i wyrazu zaleca państwom rozważenie dekryminalizacji zniesławienia oraz przeniesienie tej kwestii do sfery prawa cywilnego, aby uniknąć tzw. efektu mrożącego (chilling effect) w debacie publicznej. Również organizacje zajmujące się wolnością mediów, w tym Reporterzy bez Granic i Helsińska Fundacja Praw Człowieka, wskazują na konieczność reformy art. 212 k.k. w Polsce, postulując złagodzenie sankcji karnych lub całkowite wykreślenie przepisu o zniesławieniu z kodeksu karnego.
Europejski Trybunał Praw Człowieka wielokrotnie wskazywał na problematykę art. 212 w polskim kodeksie karnym, o którego usunięcie od lat apelują organizacje pozarządowe.